# District d'Ervy
Le district d'Ervy est une ancienne division territoriale française du département de l'Aube de 1790 à 1795.
Il était composé des cantons de Ervy, Auxon, Bernon, Bouilly, Chaource, Chesley, Neuville, Rigny le Ferron, Saint Jean de Bonneval, Saint Mards en Othe et Saint Phal.